# 1405
Évszázadok: 14. század – 15. század – 16. század
Évtizedek: 1350-es évek – 1360-as évek – 1370-es évek – 1380-as évek – 1390-es évek – 1400-as évek – 1410-es évek – 1420-as évek – 1430-as évek – 1440-es évek – 1450-es évek
Évek: 1400 – 1401 – 1402 – 1403 –  1404 – 1405 – 1406 – 1407 – 1408 – 1409 – 1410

## Események
- Luxemburgi Zsigmond dekrétumban alapítja meg a városkapitányságok intézményét, ezzel a városokat egységes renddé szervezi.
- július 20. – Kolozsvár[1] és Trencsén szabad királyi várossá válik.
- Az év nyarán Bosznia újra fellázad és Nápolyi László mellé áll. Zsigmond Bosznia ellen vonul.
- november – Zsigmond Krapinán feleségül veszi a 13. életévébe lépő Cillei Borbálát (a tényleges házaséletet 1408-ig megszakítják) .
- Zheng He kínai admirális hajóhadának első útja.
- december 6. – Cillei Borbálát, Luxemburgi Zsigmond magyar király második feleségét Kanizsai János esztergomi érsek Székesfehérvárott magyar királynévá koronázza.
- Christine de Pisan a korai feminizmus képviselője megírja „A hölgyek városának könyve” című művét.

## Születések
- február 8. – XI. Konstantin, az utolsó bizánci császár († 1453)
- március 6. – II. János kasztíliai király († 1454).
- október 18. – II. Piusz pápa († 1464)[2]

## Halálozások
- február 19. – Timur Lenk, mongol fejedelem (* 1336)
- Eustache Deschamp francia költő (* 1346)